# Amanite printanière
Amanita verna
 (février 2012).
Si vous disposez d'ouvrages ou d'articles de référence ou si vous connaissez des sites web de qualité traitant du thème abordé ici, merci de compléter l'article en donnant les références utiles à sa vérifiabilité et en les liant à la section « Notes et références ».
Espèce
Amanita verna, de ses noms vernaculaires amanite printanière ou oronge ciguë blanche, est une espèce de champignons vénéneux, basidiomycètes du genre Amanita, de la famille des Amanitacées.
Avec l'amanite vireuse, l'amanite phalloïde et leurs variétés, elle compose la section des Phalloideae, toutes mortelles.

## Description du sporophore
Chapeau de 4 à 8 cm, hémisphérique à centre aplati, puis convexe, bientôt étalé, presque plan, rarement un peu déprimé, blanc uni, ivoire ou parfois jaune ocre au centre. Cuticule séparable, très mince, lisse, non vergetée, brillante ou légèrement visqueuse par l'humidité, séchant rapidement en devenant satinée, orné de rares fragments de volve. La marge est concolore, mince, pelucheuse, éventuellement fendillée, mais non striée et rarement appendiculée de restes de voile),.
Les lames sont libres à maturité, assez serrées, env. 5 mm de largeur, inégales (presque toutes les courtes lamelles sont subtronquées), blanches à blanc crème, l'arête aiguë, entière, subtilement floconneuse dans la jeunesse, souvent appendiculée de débris floconneux ; sporée blanchâtre.
Stipe (pied) de 7 à 13 cm de hauteur, cylindrique, est blanc soyeux, farci puis creux ; revêtement lisse, finement squamuleux, terminé par un bulbe sphérique à la base. L'anneau est membraneux, juponnant, persistant, blanc diaphane, subapical, persistant, décoré de vagues stries sur sa face supérieure. La volve en sac, engainante, adnée, membraneuse, est blanchâtre, 2 à 3 cm, souvent un grand lobe dressé.
La chair est mince (3 à 5 mm dans le chapeau), non hygrophane, blanche, tendre, fibreuse dans le cortex et dans le bulbe, rarement véreuse, relativement ferme. Saveur douce, odeur nulle, puis vireuse et désagréable à la longue. Quelques grammes suffisant à détruire le foie au terme d'une longue et douloureuse intoxication, souvent mortelle, il n'est pas conseillé d'essayer le test gustatif des mycologues, ni de la manipuler sans gants.

## Habitat
Cette espèce thermophile et méditerranéenne, Sud de la France, Italie, Espagne, Afrique du Nord, est assez rare et mal connue en Europe. Elle vient seule ou par 2 ou 3 individus, remarquablement précoce, dès le mois de mai et jusqu'à la fin de l'été, sur sols acides, sableux, en sous-bois clairs et thermophiles de feuillus, chênes et châtaigniers notamment,,.

## Toxicité
L'amanite printanière est mortelle, même ingérée en faible quantité. Les toxines et les symptômes sont les mêmes que ceux de l'amanite phalloïde et l'Amanite vireuse, ces trois champignons ayant à la fois des lames blanches sous le chapeau, un anneau sur le pied et une volve en sac.

## Espèces proches et confusions possibles
Les espèces proches sont l'amanite phalloïde, notamment dans sa forme alba, et l'amanite vireuse mais, comme ces dernières, l'amanite printanière présente de grands risques de confusion pour les débutants avec de nombreux champignons blancs, agarics notamment ou volvaires, ou encore amanites blanches inoffensives comme l'amanite de Vittadini.

### Le problème d'Amanita verna
Depuis la publication par Bulliard (1780-98) de son Agaricus bulbosus vernus  (planche 108), de nombreux mycologues ont soupçonné ce taxon de n'être qu'une forme albinique de l'amanite phalloïde, ce qui était sans doute le cas, car l'auteur lui-même précise que certains individus peuvent montrer des tons verdâtres. En 1926, F. Bataille publie un rapport sur la réaction macrochimique en jaune sur A. virosa avec la potasse (KOH), alors qu'elle est négative (nulle) sur A. phalloides var. alba. Une mauvaise interprétation a laissé croire que Bataille avait testé la réaction négative sur A. verna, ce qui est faux,,.
En 1983, Bertault résume ainsi un siècle de tergiversations : « Amanita verna est une espèce collective dans laquelle on peut déjà distinguer trois variétés, parmi lesquelles la var. decipiens semble la plus répandue ; c'est elle qui a été confondue avec le type depuis Builliard. On peut les distinguer de la façon suivante :  
- — Chair et cuticule piléique insensibles à la potasse :

1. — Strictement vernale et méridionale ........ var. verna Bert.
2. — Plutôt automnale .......................... var. tarda Trimb.

- — Réaction jaune vif à la potasse (voir photos en ligne) ..... var. decipiens Trimb[4].

## Sources
- Champignons du Nord et du Midi, André Marchand, Hachette 1971,  (ISBN 84-499-0649-0)